# Коронована листоноса змия
Коронована листоноса змия (Lytorhynchus diadema), наричана също венценосен литоринх, е вид змия от семейство Смокообразни (Colubridae). Видът не е застрашен от изчезване.

## Разпространение и местообитание
Разпространен е в Алжир, Египет, Западна Сахара, Йемен, Израел, Йордания, Ирак, Иран, Либия, Мавритания, Мароко, Нигер, Обединени арабски емирства, Оман, Саудитска Арабия, Сирия, Тунис и Чад.
Обитава скалисти райони, пустинни области, места с песъчлива почва, ливади, дюни, крайбрежия, плажове и плата.

## Описание
Популацията на вида е стабилна.